# كارل آدامز (مصارع رياضي)
كارل آدامز (بالإنجليزية: Carl Adams) هو مصارع رياضي أمريكي، ولد في 1950 في باي شور في الولايات المتحدة.

## روابط خارجية
- كارل آدامز على موقع قاعدة بيانات المصارعة الدولية (الإنجليزية)